# 瓦茨拉夫·哈维尔创意异议人士奖
瓦茨拉夫·哈维尔创意异议人士奖（英語：Václav Havel Prize for Creative Dissent）是总部位于美国纽约的人权基金会于2012年起颁发的奖项，以奖励“用勇气和创意挑战不公、生活在真实中的创意异议人士”。
该奖项是为纪念原捷克异议作家、首任捷克总统瓦茨拉夫·哈维尔而于其逝世后次年设立的，设立过程中还得到了哈维尔遗霜达格玛·哈维尔相助。Google共同创始人谢尔盖·布林与Paypal共同创始人彼得·蒂尔为该奖项提供了部分资金。

## 历届获奖者
| 年份   | 获奖者                                                          |
| ------ | --------------------------------------------------------------- |
| 2012年 | 艾未未、昂山素季、曼娜尔·谢里夫                                 |
| 2013年 | 阿里·法扎特、朴尚学、白衣女士                                   |
| 2014年 | 埃德姆·京迪兹、暴动小猫、当知项欠                               |
| 2015年 | 我们受够了、萨迪亚·马鲁夫、达尼洛·马尔多纳多                    |
| 2016年 | 阿特娜·法甲达尼、彼得·帕夫伦斯基、乌米达·阿赫梅多娃             |
| 2018年 | 杜阮玫瑰                                                        |
| 2025年 | 路易斯·曼纽·欧特罗·艾坎塔拉、阿博·莱贝厄、亚历山德拉·斯科奇连科 |